# Залаегерсег ТЕ
Залаегерсег (на унгарски: Zalaegerszegi Torna Egylet, (унгарско произношение ˈzɒlɒɛɡɛrsɛɡi ˈtornɒ ˈɛɟlɛt) или просто ЗТЕ е унгарски футболен клуб от град Залаегерсег, област Зала. Шампион на Унгария за 2001/02 година.

## История
Футболен клуб в Залаегерсег има още от 1912 година. Той е бил създаден от членове на литературното общество. В първия си мач отборът побеждава футболистите от Вашвар с резултат 4:2. Клубът играе успешно до началото на Първата световна война под ръководството на треньора Йозеф Вадаж.
След войната, през 1920 година, е създаден клуб Залаегерсег ТЕ. В присутствието на 2000 зрители в първата си среща на 21 август 1920 година, отборът губи с резултат 1:2 от отбора на АК „Сомбатхей“.
В шампионата на Унгария ЗТЕ започва съревнованиеята си от втора дивизия през 1924 година. След десет години заема първото място в дивизията и през 1934 година се изкачва във висшата лига. В началото на 1940-те години стадионът и собствеността на ЗТЕ са конфискувани. Клубът се възражда през 1957 година, едновременно обединил се с други два местни отбора.
Домакинските си мачове играе на стадион „ЗТЕ Арена“ в Залаегерсег, с капацитет 11 200 зрители.

## Успехи

### Национални
- Първа унгарска футболна лига:
  -  Шампион (1): 2001/02
  -  Бронзов медал (1): 2006/07
- Купа на Унгария по футбол:
  -  Носител (1): 2022/23
- Купа на Лигата на Унгария:
  - 1/2 финалист (1): 2010/11
- Суперкупа на Унгария:
  -  Финалист (1): 2002
- Втора лига:
  -  Победител (1): 2018/19

### Международни
- Интертото:
  -  Финалист (1): 1985

## Предишни имена
| Години      | Име                                                     |
| ----------- | ------------------------------------------------------- |
| 1920 – 1939 | „Залаегерсег ТЕ“ Zalaegerszegi TE                       |
| 1957        | „Залаегерсег Вьорьош Лобого“ Zalaegerszegi Vörös Lobogó |
| 1957 – 1959 | „Фрухагяр Залаегерсег“ Ruhagyár Zalaegerszeg            |
| 1959 – 1996 | „Залаегерсег ТЕ“ Zalaegerszegi TE                       |
| 1978        | сливане със „Залаегерсег Епитьок“ Zalaegerszegi Építők  |
| от 1996     | „Залаегерсег ТЕ ФК“ Zalaegerszegi TE FC                 |